# Аксел Мунте
Аксел Мартин Фредрик Мунте (на шведски: Axel Martin Fredrik Munthe) е шведски медик, известен с колоритното си автобиографично произведение „Легенда за Сан Микеле“ (1929): спомени за пътешествия и срещи из цяла Европа.